# Béla Szekeres
Béla Szekeres (* 1933 in Budapest) ist ein ehemaliger ungarischer Radrennfahrer und nationaler Meister im Radsport.

## Sportliche Laufbahn
Szekeres war als Bahnradsportler aktiv. Er war Teilnehmer der Olympischen Sommerspiele 1952 in Helsinki. Beim Sieg von Enzo Sacchi im Sprint belegte er den 6. Rang.
1949 gewann er die nationale Meisterschaft in der Mannschaftsverfolgung. 1950 siegte er in der Meisterschaft Ungarns im Sprint. Diesen Titel konnte er bis 1955 verteidigen. Im Tandemrennen konnte er den nationalen Titel 1955 und 1959 gewinnen. Bei den Weltmeisterschaften der Studenten 1952 in Budapest wurde er Zweiter im Sprint. 
Er startete zunächst für den Verein Postás SE Budapest, ab 1953 für Honvéd Budapest und ab Tipográfia Budapest. Sein Trainer war der frühere Radrennfahrer Ferenc Pelvássy. Von 1952 bis 1956 war er Mitglied der Nationalmannschaft.